# شان بست
شان بست (انگلیسی: Shaun Close؛ زادهٔ ۸ سپتامبر ۱۹۶۶) بازیکن فوتبال اهل بریتانیا است.
از باشگاه‌هایی که در آن بازی کرده‌است می‌توان به باشگاه فوتبال سوئیندون تاون، باشگاه فوتبال تاتنهام هاتسپر، باشگاه فوتبال ای‌اف‌سی بورنموث، باشگاه فوتبال بیشاپس استورتفورد، باشگاه فوتبال بارنت، و باشگاه فوتبال هالمستاد اشاره کرد.